# Sungai Jauh
Sungai Jauh is een bestuurslaag in het regentschap Musi Rawas van de provincie Zuid-Sumatra, Indonesië. Sungai Jauh telt 1181 inwoners (volkstelling 2010).